# Loches-sur-Ource
Ne doit pas être confondu avec Loches.
Pour les articles homonymes, voir Loches (homonymie).
Loches-sur-Ource est une commune française, située dans le département de l'Aube en région Grand Est.

## Géographie
| Viviers-sur-Artaut |                  | Chacenay |
| Landreville        | Loches-sur-Ource |          |
| Gyé-sur-Seine      |                  | Essoyes  |

Loches-sur-Ource est une commune viticole de l'Aube située dans la zone d’appellation Champagne.

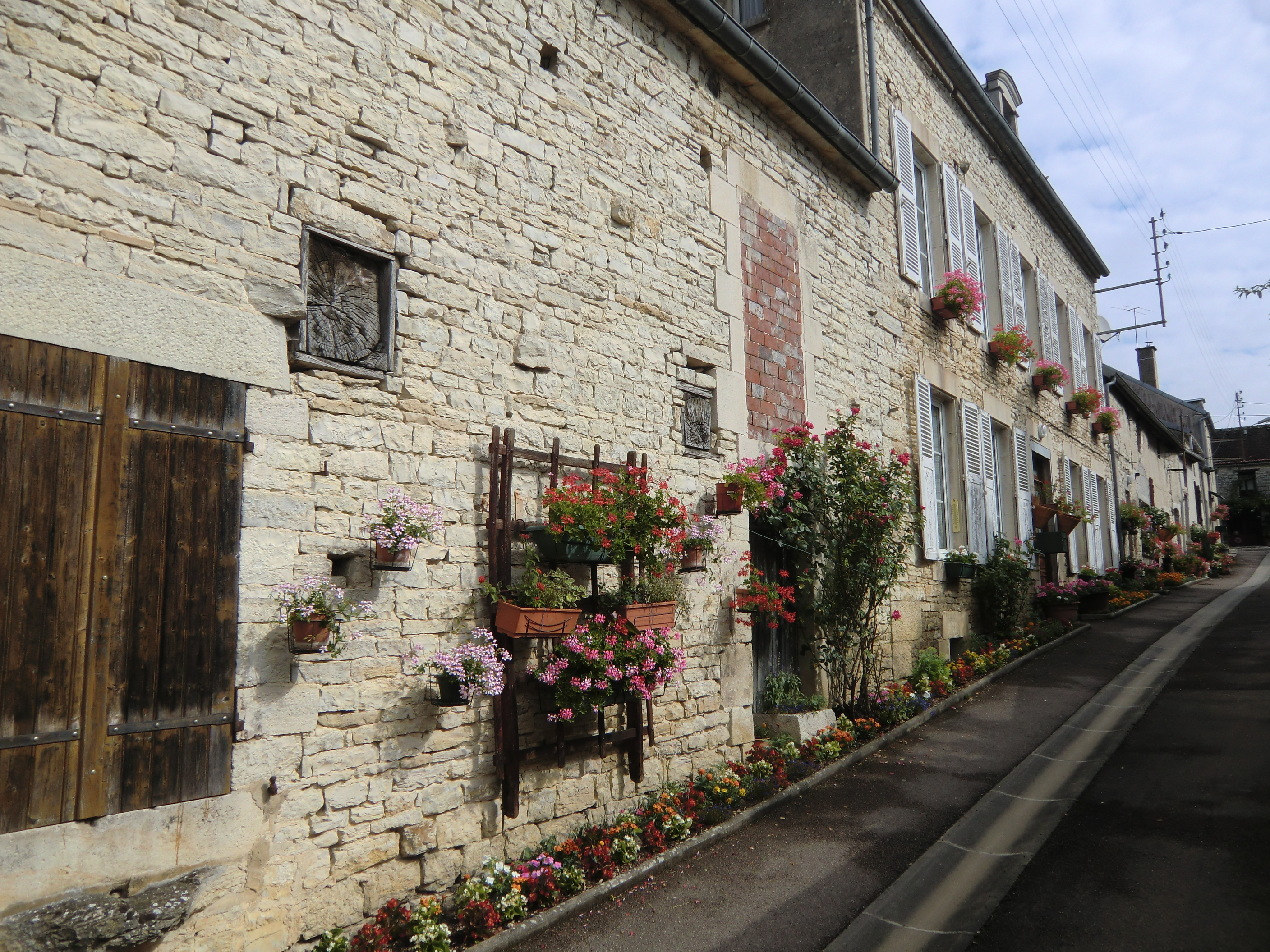
La rue Quinton

### Hydrographie
La commune est dans la région hydrographique « la Seine de sa source au confluent de l'Oise (exclu) » au sein du bassin Seine-Normandie. Elle est drainée par l'Ource, l'aqueduc Souterrain, le ru de Noë, un bras de l'Ource, le Fossé 01 du Bas Servigny et le Fossé 01 du Grugnot,.
L'Ource, d'une longueur de 100 km, prend sa source dans la commune de Poinson-lès-Grancey et se jette  dans la Seine à Bar-sur-Seine, après avoir traversé 25 communes.
L'Aqueduc Souterrain est un aqueduc,de type conduite forcée, de 19,4 km. Il relie la commune de Loches-sur-Ource à la commune de Courtenot.

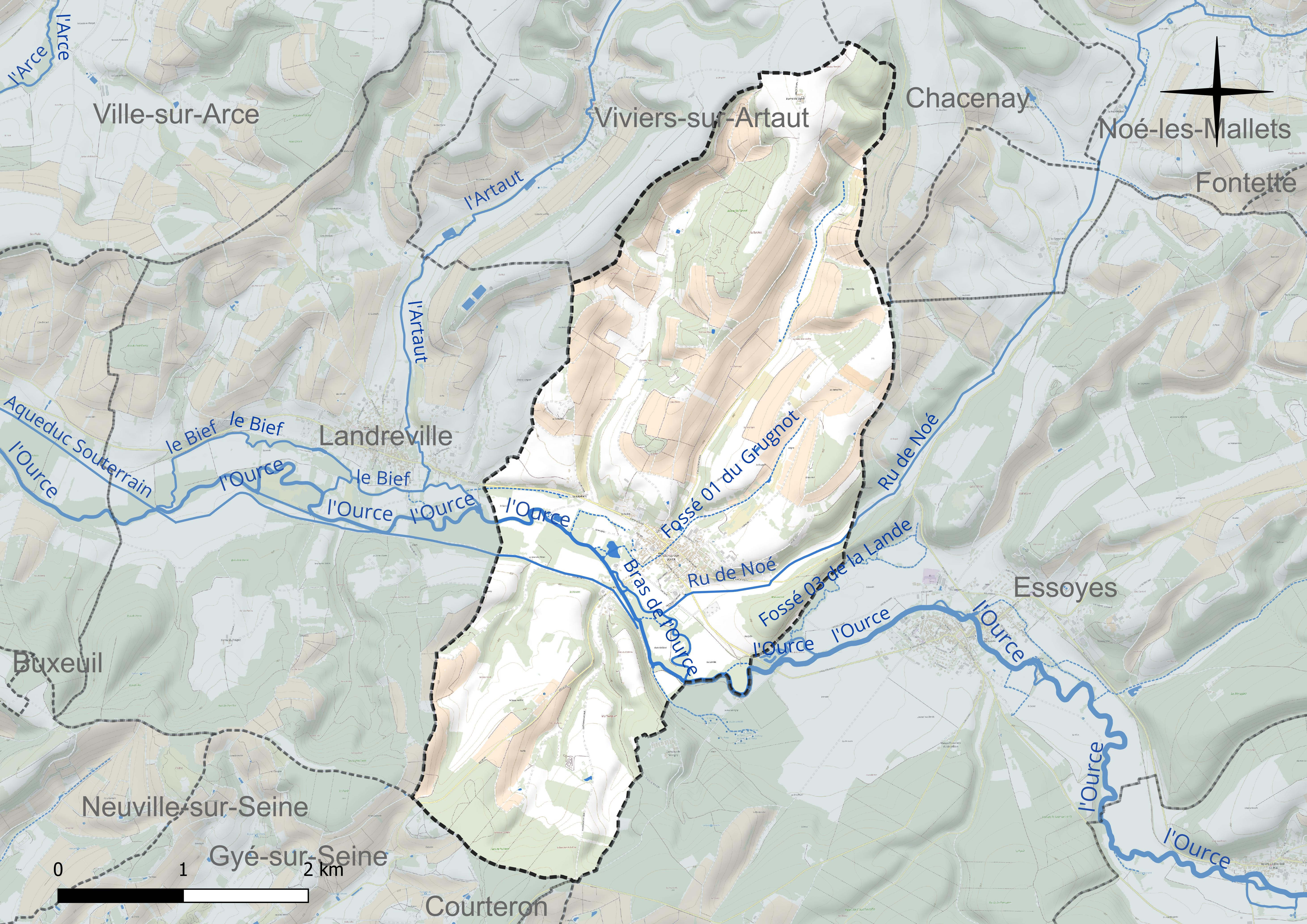
Réseau hydrographique de Loches-sur-Ource.

Un plan d'eau complète le réseau hydrographique : le plan d'eau 1 de la commune de Loches sur Ource (1 ha),.

### Climat
Pour des articles plus généraux, voir Climat du Grand Est et Climat de l'Aube.
En 2010, le climat de la commune est de type climat des marges montargnardes, selon une étude du Centre national de la recherche scientifique s'appuyant sur une série de données couvrant la période 1971-2000. En 2020, Météo-France publie une typologie des climats de la France métropolitaine dans laquelle la commune est exposée à un climat océanique altéré et est dans la région climatique Lorraine, plateau de Langres, Morvan, caractérisée par un hiver rude (1,5 °C), des vents modérés et des brouillards fréquents en automne et hiver.
Pour la période 1971-2000, la température annuelle moyenne est de 10,7 °C, avec une amplitude thermique annuelle de 16 °C. Le cumul annuel moyen de précipitations est de 843 mm, avec 12,2 jours de précipitations en janvier et 8,6 jours en juillet. Pour la période 1991-2020, la température moyenne annuelle observée sur la station météorologique de Météo-France la plus proche, « Celles-sur-ource », sur la commune de Celles-sur-Ource à 8 km à vol d'oiseau, est de 11,4 °C et le cumul annuel moyen de précipitations est de 747,2 mm. 
La température maximale relevée sur cette station est de 40,6 °C, atteinte le 25 juillet 2019 ; la température minimale est de −15 °C, atteinte le 1er mars 2005,,.
Les paramètres climatiques de la commune ont été estimés pour le milieu du siècle (2041-2070) selon différents scénarios d'émission de gaz à effet de serre à partir des nouvelles projections climatiques de référence DRIAS-2020. Ils sont consultables sur un site dédié publié par Météo-France en novembre 2022.

## Urbanisme

### Typologie
Au 1er janvier 2024, Loches-sur-Ource est catégorisée commune rurale à habitat dispersé, selon la nouvelle grille communale de densité à 7 niveaux définie par l'Insee en 2022.
Elle est située hors unité urbaine et hors attraction des villes,.

### Occupation des sols
L'occupation des sols de la commune, telle qu'elle ressort de la base de données européenne d’occupation biophysique des sols Corine Land Cover (CLC), est marquée par l'importance des territoires agricoles (69,3 % en 2018), une proportion sensiblement équivalente à celle de 1990 (69 %). La répartition détaillée en 2018 est la suivante : 
terres arables (29,1 %), cultures permanentes (28,4 %), forêts (27,2 %), zones agricoles hétérogènes (11,5 %), zones urbanisées (3,5 %), prairies (0,4 %). L'évolution de l’occupation des sols de la commune et de ses infrastructures peut être observée sur les différentes représentations cartographiques du territoire : la carte de Cassini (XVIIIe siècle), la carte d'état-major (1820-1866) et les cartes ou photos aériennes de l'IGN pour la période actuelle (1950 à aujourd'hui).

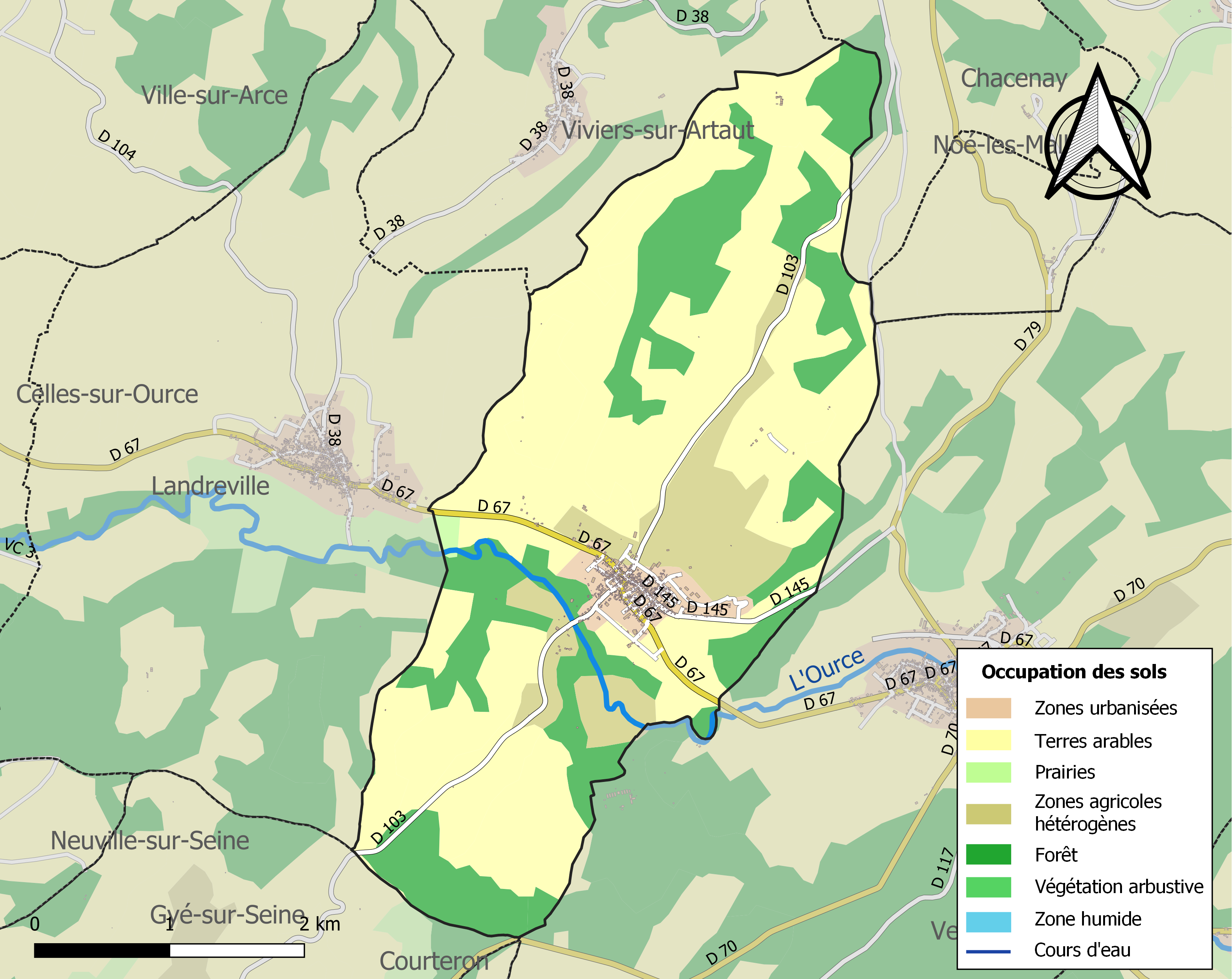
Carte des infrastructures et de l'occupation des sols de la commune en 2018 (CLC).

## Politique et administration
| Période                                  | Période  | Identité                                     | Étiquette | Qualité     |
| ---------------------------------------- | -------- | -------------------------------------------- | --------- | ----------- |
| mars 2001                                | 2008     | Jacques Preaut                               |           |             |
| mars 2008                                | En cours | Michel Tassin Réélu pour le mandat 2020-2026 | DVD       | Agriculteur |
| Les données manquantes sont à compléter. |          |                                              |           |             |

## Démographie

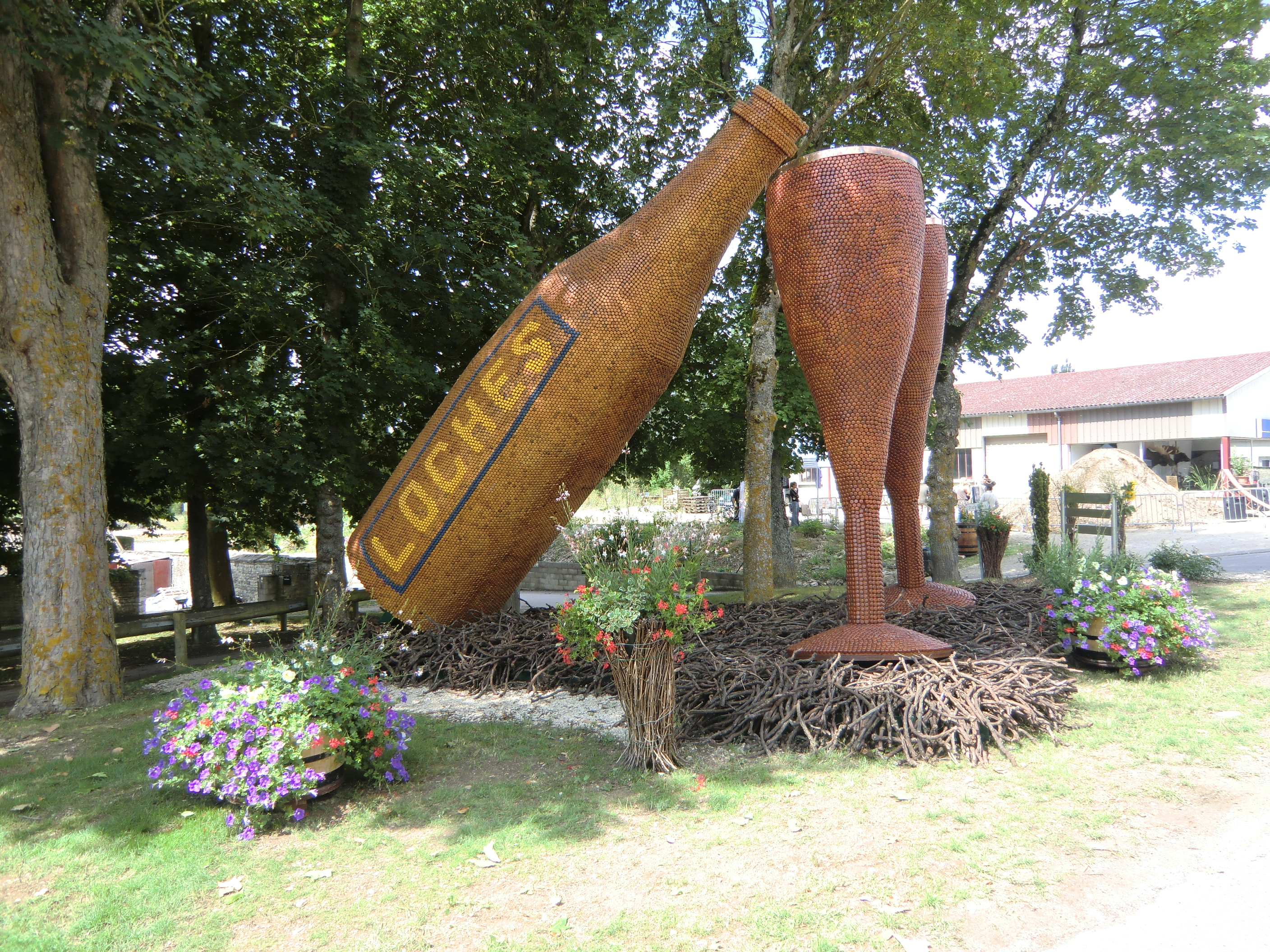
Décor de la Fête du champagne 2010.

L'évolution du nombre d'habitants est connue à travers les recensements de la population effectués dans la commune depuis 1793. Pour les communes de moins de 10 000 habitants, une enquête de recensement portant sur toute la population est réalisée tous les cinq ans, les populations de référence des années intermédiaires étant quant à elles estimées par interpolation ou extrapolation. Pour la commune, le premier recensement exhaustif entrant dans le cadre du nouveau dispositif a été réalisé en 2005.

En 2022, la commune comptait 350 habitants, en évolution de −1,96 % par rapport à 2016 (Aube : +0,7 %, France hors Mayotte : +2,11 %).
| 1793 | 1800 | 1806 | 1821 | 1831  | 1836  | 1841  | 1846  | 1851  |
| ---- | ---- | ---- | ---- | ----- | ----- | ----- | ----- | ----- |
| 839  | 986  | 994  | 984  | 1 039 | 1 145 | 1 234 | 1 302 | 1 370 |

| 1856  | 1861  | 1866  | 1872  | 1876  | 1881  | 1886  | 1891  | 1896  |
| ----- | ----- | ----- | ----- | ----- | ----- | ----- | ----- | ----- |
| 1 221 | 1 234 | 1 281 | 1 226 | 1 175 | 1 109 | 1 159 | 1 149 | 1 120 |

| 1901  | 1906 | 1911 | 1921 | 1926 | 1931 | 1936 | 1946 | 1954 |
| ----- | ---- | ---- | ---- | ---- | ---- | ---- | ---- | ---- |
| 1 066 | 902  | 684  | 555  | 534  | 497  | 494  | 436  | 416  |

| 1962 | 1968 | 1975 | 1982 | 1990 | 1999 | 2005 | 2006 | 2010 |
| ---- | ---- | ---- | ---- | ---- | ---- | ---- | ---- | ---- |
| 420  | 397  | 468  | 431  | 389  | 397  | 372  | 363  | 370  |

| 2015 | 2020 | 2022 | - | - | - | - | - | - |
| ---- | ---- | ---- | - | - | - | - | - | - |
| 359  | 347  | 350  | - | - | - | - | - | - |

## Lieux et monuments
- Le Pont sur l'Ource est inscrit à l'inventaire des monuments historiques depuis 1996.
- Église Saints-Pierre-et-Paul de Loches-sur-Ource.

## Personnalités liées à la commune
- Pierre Nicolas Gerdy, anatomiste, physiologiste, chirurgien médecin et homme politique, né le 1er mai 1797 à Loches-sur-Ource.
- Philippe Poisson-Quinton, ingénieur en aéronautique, né le 29 juillet 1919 à Loches-sur-Ource.